# Cat Stevens
Cat Stevens (polgári nevén Steven Demetre Giorgiou, London, 1948. július 21.–) angol rockzenész. Folk-, pop- és iszlám zenét is játszik. A rockzene egyik leghíresebb és legbefolyásosabb alakjának számít. 1977 végén felvette az iszlám vallást, és kezdte el a Yusuf Islam nevet használni. Pályafutása alatt 15 nagylemezt, két koncertalbumot és 11 válogatáslemezt dobott piacra. Két stúdióalbuma is bekerült az 1001 lemez, amit hallanod kell, mielőtt meghalsz című könyvbe.

## Életútja
London Marylebone nevű körzetében született. Apja görög származású volt, anyja svéd. Cat egy étterem felett lakott a családjával. Az éttermet a családtagok vezették. Nyolc éves korában elváltak a szülei, de Cat továbbra is az étterem felett lakott. Gyerekkorában katolikus iskolába küldték, annak ellenére, hogy apja görög ortodox vallású, míg anyja baptista.  
Már fiatal korában érdekelni kezdte a zene, így elkezdett zongorázni tanulni. Később lemondott a zongoráról, és a Beatles hatására inkább gitározni kezdett tanulni. Művész iskolákba is járt, ahova nagyon szeretett járni, de csak a művészet ment neki. Eleinte „Steve Adams” művésznév alatt kezdett zenélni a Hammersmith klubban, 1965-ben. További zenei hatásaként a Kinkset, Bob Dylant, Nina Simonét és Muddy Waterst jelölte meg. 
Kis londoni kávéházakban és klubokban zenélt, majd hamarosan felvette a „Cat Stevens” művésznevet. Indoklása szerint azért ezt a nevet választotta, mert Amerikában jelentős sikert szeretett volna elérni, és úgy gondolta, hogy az amerikaiak nagyon szeretik az állatokat. 18 éves korában összeismerkedett a The Springfields zenekar menedzserével, Mike Hursttel, aki beajánlotta Stevenst a lemezkiadóknak. Legelső slágerei, például az I Love My Dog vagy a Matthew and Son rögtön nagy sikereket értek el. 
1969-ben tuberkulózissal halálközeli állapotban kórházba került. Ennek hatására meditálni, jógázni kezdett, és áttért a vegetáriánus életmódra, és a spiritualitás is érdekelni kezdte. Felépülése után a korábbi folk-rock stílustól eltérő zenét kezdett játszani, de ekkor ért el igazán nagy sikereket, a hetvenes években.
A hetvenes években tévésorozatokhoz és filmekhez is elkezdett zenét írni, és ezt a tevékenységét egészen a mai napig folytatja. Szintén a hetvenes években kezdett el érdeklődni a vallás iránt. Elkezdte olvasni a Koránt, továbbra is foglalkoztatta a buddhizmus, az asztrológia és a tarot kártyák. A vallás akkor kezdte el foglalkoztatni, amikor marokkói túrája során hallotta az adzánt, az iszlám imára hívó énekét. Ekkor elmondták neki, hogy ez az Isten zenéje, és ilyen fogalomról Stevens még sosem hallott. Többek között ezért kezdték el érdekelni a vallásos dolgok. 
1979 szeptemberében feleségül vette Fauzia Mubarak Alit, akitől egy fia és négy lánya született. Jelenleg is boldog házasságban élnek Londonban. 
1978-ban vette fel a Yusuf Islam nevet. 2004-ben, amikor az USA-ba utazott, megtagadták tőle a belépést, egy gyanú miatt, hogy terroristákat támogathat. Ezt Yusuf tagadta, és szerinte egy névazonosság miatt került fel a tiltólistára, és 2006-ban már be tudott utazni. 2008-ban dalt írt a kitiltásáról, amelyben  Paul McCartney és Dolly Parton szerepelt. Az beutazási ügy idején, 2004-ben a brit The Sun és The Sunday Times újságok egyetértettek azzal, hogy Cat Stevens a terroristákat támogatja, ezért Yusuf beperelte őket, ami peren kívüli megegyezéssel, és a lapok bocsánatkérésével ért véget.
Karrierje alatt több díjjal is kitüntették.

## Diszkográfia
Stúdióalbumok
- Matthew and Son (1967)
- New Masters (1967)
- Mona Bone Jakon (1970)
- Tea for the Tillerman (1970)
- Teaser and the Firecat (1971)
- Catch Bull at Four (1972)
- Foreigner (1973)
- Buddha and the Chocolate Box (1974)
- Numbers (1975)
- Izitso (1977)
- Back to Earth (1978)
- An Other Cup (2006)
- Roadsinger (2009)
- Tell'Em I'm Gone (2014)
- The Laughing Apple (2017)